# Власьево (Солигаличский район)
Власьево — деревня в Солигаличском муниципальном округе Костромской области. Входит в состав Лосевского сельского поселения

## География
Находится в северо-западной части Костромской области на расстоянии приблизительно 18 км на юг-юго-восток по прямой от города Солигалич, административного центра района.

## История
В 1872 году здесь было отмечено 12 дворов, в 1907 году —4.

## Население
Постоянное население составляло 70 человек, 45 (1897), 23 (1907), 37 в 2002 году (русские 100 %), 28 в 2022.